# Warusawa-dake
Warusawa-dake (悪沢岳) (Mont Warusawa), també anomenat Higashi-dake (東岳) (Mont Higashi), és una muntanya de la Prefectura de Shizuoka, Japó. Té una alçada de 3141 m, sent el quart pic més alt del país. Es troba a la part sud de les Muntanyes Akaishi, conegudes com els "Alps del Sud" (南アルプス Alps Minami). Forma part del Parc Nacional dels Alps del Sud.
Esta format per 3 picsː Mont Warusawa, Mont Arakawa-Naka i Mont Arakawa-Mae 
| Imatge | Muntanya          | Alçada | Posició       |
| ------ | ----------------- | ------ | ------------- |
|        | Mont Warusawa     | 3141 m | A l'est       |
|        | Mont Arakawa-Naka | 3083 m | Al centre     |
|        | Mont Arakawa-Mae  | 3068 m | Cap al davant |